# Шемук Сергій Олександрович
Сергій Олександрович Шемук (* 29 червня 1972) — забійник на відбійних молотках товариства «Орендне підприємство „Шахта «Новодзержинська»“ (Донецька область), Герой України.

## Біографічні відомості
Народився 29 червня 1972 року в місті Дзержинську у шахтарській родині.
З досягненням свого повноліття у 1990 році, закінчивши середню школу, почав працювати в шахті «Новодзержинська», де спочатку був помічником ГРОЗ, а через рік його підвищили до ролі вибійника.
З 1995 року Сергій є бригадиром шахти «Новодзержинська».

## Політична діяльність
На місцевих виборах 2010 року обраний депутатом Дзержинської міської ради від Партії регіонів.

## Стаханівський рекорд
9 серпня 2010 року вибійник шахти «Новодзержинська» міста Дзержинська Сергій Шемук, наймолодший заслужений шахтар України, за зміну нарубив 170 тон вугілля, перевершивши рекорд Олексія Стаханова 1935 року на 68 тон. Шемуку вдалося за зміну перевиконати завдання для всієї ділянки, де зазвичай працюють близько 20 гірників. Виконання плану виробки склало 2023 %. Допомагали гірникові виконати такий обсяг роботи вибійники Андрій Кочетков та Андрій Прудніков, які здійснювали операції по кріпленню і прибиранню вугілля в лаві. На трудовий подвиг гірників благословив Митрополит Донецький і Маріупольський Іларіон На думку ряду оглядачів рекордною роботу Шемука можна вважати лише умовно, тому що початкове досягнення Стаханова давно і неодноразово перевищувалося учасниками стахановського руху, в тому числі, і самим Стахановим, з результатами 175 та 227 тон, а також Ізотовим - 607 т вугілля за 6-годинну зміну. Крім того, за часів Стаханова використання простого  відбійного молотка було по-справжньому прогресивним нововведенням, але зараз, з точки зору сучасних технологій вуглевидобутку, цей «рекорд» абсолютно безглуздий і марний.

## Сім'я
Одружений, має 2 доньки.
Брат — Шемук Володимир Олександрович, депутат Торецької міської ради від Партії регіонів.

## Нагороди
- 26 серпня 2010 року указом Президента України В. Ф. Януковича Сергію Олесандровичу Шемуку за встановлення визначного результату у видобутку вугілля, самовіддану шахтарську працю і трудову доблесть присвоєно звання Герой України з врученням ордена «Золота Зірка»[8]
- Заслужений шахтар України (2003)[9]
- Повний кавалер знаків «Шахтарська слава» та «Шахтарська доблесть»[10]
- орден «За доблесну шахтарську працю» губернатора Кемеровської області.
- Після встановлення рекорду запрошений як спеціальний гість на фестиваль документальних стрічок у місто Барі, Італія, де отримав нагороду «Золота горила», що стоїть вниз головою на одній лапі — символ невгамовної енергії[2].